# Božična večerja
Božična večerja je TV film iz leta 2011, ki ga je napisal Miha Mazzini, režiral pa Boštjan Vrhovec.